# Муромський тепловозобудівний завод
«Муромський тепловозобудівний завод (рос. Муромтепловоз)» — російська машинобудівна компанія, розташована в місті Муром. Спочатку створювалася як залізничні майстерні, пізніше була розширена до локомотивобудівного заводу, а з 1940-х почала випуск і військової техніки (бронетранспортери).

## Історія

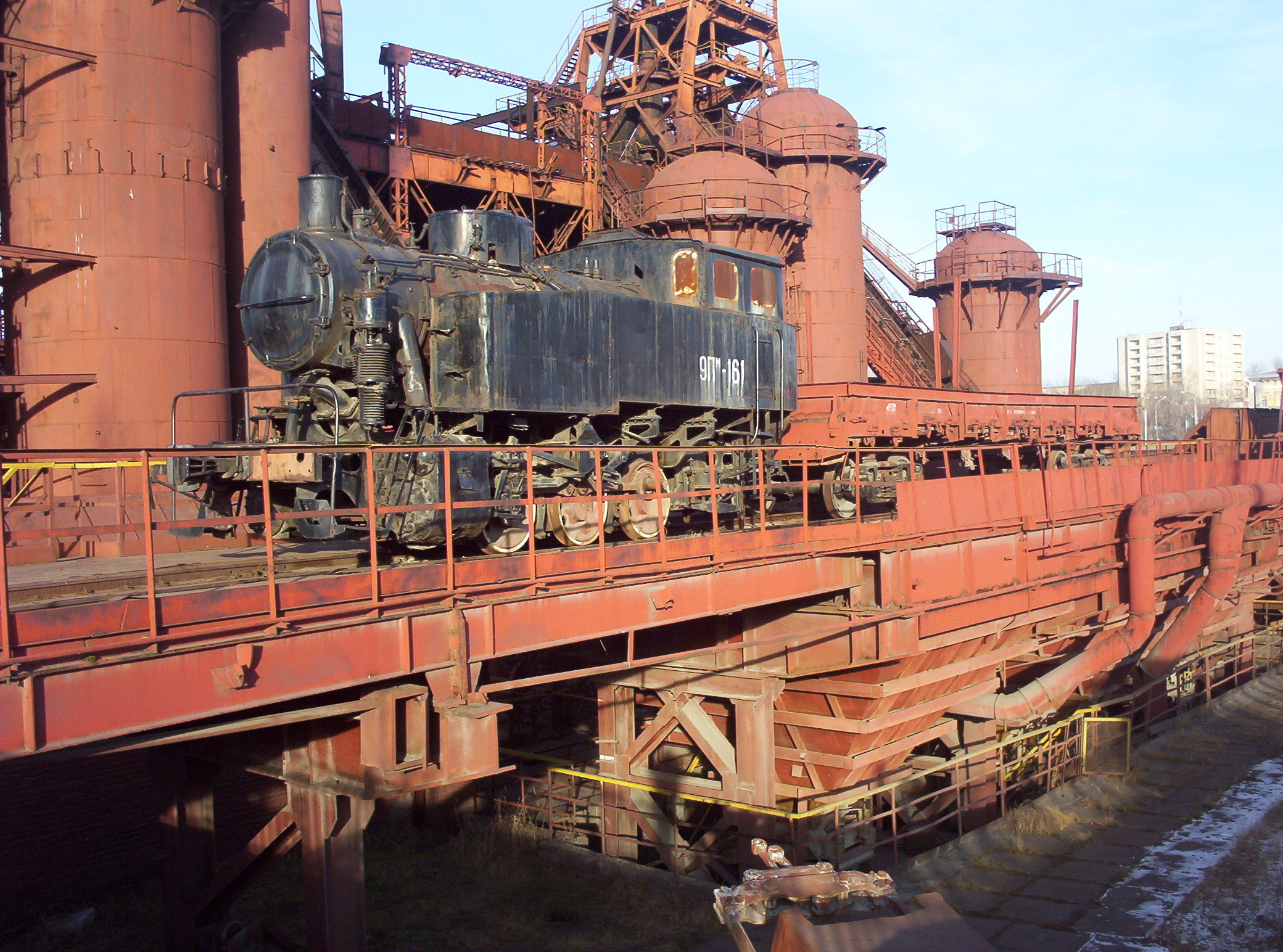
Паровоз 9П^{м}

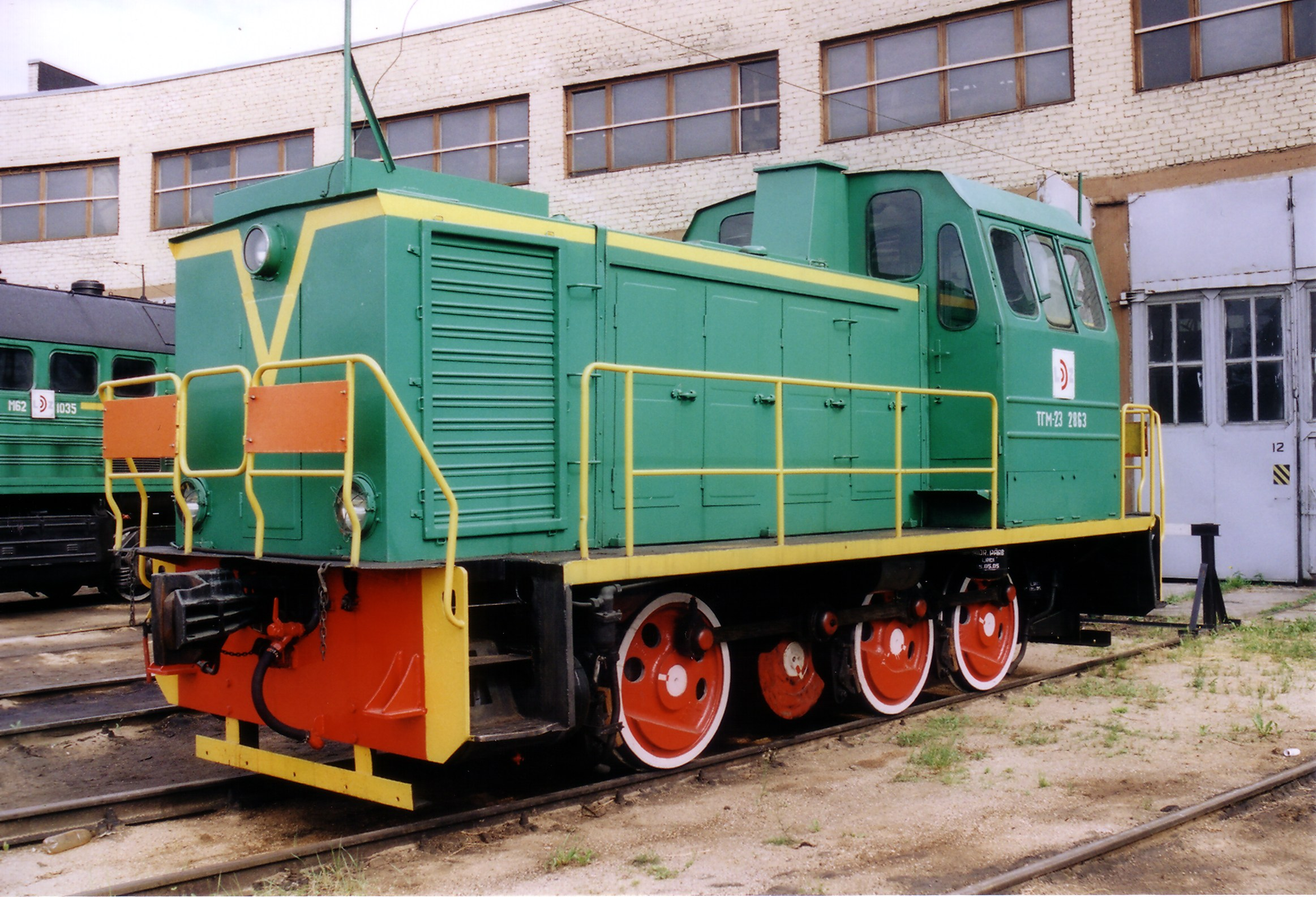
Тепловоз ТГМ23

В серпні 1911 з відкриттям робочого руху на залізничній лінії Москва — Муром підприємці Карл і Микола фон Мекк, які вели її прокладку, почали перенесення в Муром великих паровозоремонтних майстерень. Вони у той час перебували в Москві поблизу Казанського вокзалу. У підсумку був зведений унікальний по цілісності і архітектурному рішенню в стилі модерн виробничий та житловий комплекс для залізничників. Ці споруди служать і донині, а їх зовнішність підтримується в ідеальному стані. Війна затримала роботи: майстерні відкрилися лише в 1916 році. За перший рік — 1917-й — тут відремонтували 128 паровозів.
В 1926 році майстерні були перетворені в завод ім. Ф. Е. Дзержинського, першим директором якого став комісар майстерень І. І. Пуришев. Саме при ньому почалося впровадження нових методів організації праці, застосованих потім на інших заводах по Муромського варіанту. Серед людей, що прославили завод, — герой-льотчик Микола Гастелло, який працював там слюсарем в 1924–1932 роках.
У 1929 році вийшов у світ перший номер газети «Голос дзержинця», найстарішого в місті друкованого видання, що став своєрідним літописом підприємства.
У роки перших п'ятирічок завод перетворився на справжню лабораторію з освоєння та впровадження нової техніки. Вперше в Радянському Союзі тут було застосоване електрозварювання на парових котлах, проводився повузловий ремонт паровозів.
В роки нацистсько-радянської війни завод випускав бронекорпуси, деталі ходової частини для танків і самохідних установок СУ-76М. Підприємство виготовляло також корпуси гранат, снарядів, мін. Разом із залізничниками Муромського депо заводчани побудували в лютому 1942 року бронепоїзд «Ілля Муромець», який у складі 31-го окремого дивізіону бронепоїздів пройшов шлях від Волги до Франкфурта-на-Одері.
Паровозобудівним завод стає в 1946 році. Саме тоді завод будує перший паровоз 9П системи 0-3-0 широкої колії потужністю 300 к.с. для маневрової та вивізної роботи. Переважно він був розрахований на під'їзні колії підприємств. До 1957 року, коли їх випуск припинився, завод виготовив 2736 таких паровозів. Були побудовані 34 промислових електровози для рудників ЕК-10, ЕК-12 і ЕК-13 колії 1524 та 1676 мм.
1955 року, коли було прийнято урядове рішення про переведення залізниць на інші види тяги, завод почав проектування тепловозів ТГМ з тим же призначенням, що й у паровоза 9П, — для маневрової роботи зі складами малої ваги на під'їзних шляхах. Великий внесок у їх створення вніс тодішній головний конструктор заводу В'ячеслав Філатов (1918–1973). Ім'ям цієї людиниЄ названа вулиця, на якій стоїть завод.
Перший тепловоз ТГМ1 побудований наприкінці 1956 року. Його потужність склала 400 к.с., на ньому вперше в радянському локомотивобудуванні застосували гідромеханічну передачу. Модель виявилася настільки вдалою, що не сходила з конвеєра до 1972 року. Всього їх було виготовлено 3369. Локомотивів ТГМ-23, які мали 500 к.с., за час випуску (1962–1977 р.р.), завод виготовив 2269 штук. Створені були і його модифікації — ТГМ- 23Б (400 к.с.), вдосконалений ТГМ- 23В , який випускали в 1977–1986 роках, ТГМ23Г. Муромські тепловози експортувалися в 17 країн, серед яких і Болгарія, Україна, Польща, Німеччина, Куба, Єгипет.
У 1990-х роках в умовах скорочення замовлення завод зумів вписатися в ринок. Він створює самохідну техніку для ремонту та поточного утримання залізничної колії та контактної мережі. В 1992 році його першу автомотрису АГД-1А передали на випробування в Муромську дистанцію колії.
Загальна кількість побудованих на цьому заводі локомотивів і спеціальних самохідних машин перевищила 20 тисяч.
1992 року одним з перших підприємство змінило форму власності, ставши акціонерним товариством.
1995 року на ВАТ «Муромтепловоз» була створена телестудія «Факт», яка транслює свої програми на місто і довколишні райони.